# 蜂屋可長
蜂屋 可長（はちや よしなが、生没年不詳）は、江戸時代初期の江戸幕府旗本で、後に陸奥国仙台藩士。蜂屋源一郎の次男で江戸幕府旗本で大番組士の蜂屋可正（半之丞）の弟。通称は半十郎（江戸幕府旗本時代）、半之丞、六郎左衛門。母は徳川十六神将の一人、蜂屋貞次の娘。子は伊達騒動で著名な蜂屋可広（六左衛門）。仙台藩での家格は平士。石高200石。

## 経歴
蜂屋貞次の戦死後、その娘に徳川家康が鳥居氏から源一郎を婿入りさせて蜂屋氏を継がせた。兄の可正と可長はその子である。
文禄2年（1593年）頃に兄とともに家康に仕官するも後に江戸幕府を逐電する。このためか後に大坂の陣出兵の際は鳥居（鳥井）孫助と称した。
逐電後は仙台藩重臣伊達成実の下に身を寄せ、後に伊達政宗に田200石、家格平士で仕える。